# Эрнст Австрийский
Эрнст Австрийский (нем. Ernst von Österreich; 15 июля 1553, Вена — 12 февраля 1595, Брюссель) — эрцгерцог Австрийский, штатгальтер габсбургских Нидерландов.

## Биография
Эрнст родился 15 июля 1553 года в Вене, был третьим сыном императора Священной Римской империи Максимилиана II и Марии Испанской. Он воспитывался вместе со старшим братом Рудольфом при испанском дворе под присмотром австрийского дипломата Адама фон Дитрихштейна. Дважды, в 1573 и 1575 годах, Эрнст был кандидатом на престол Речи Посполитой. В первый раз сумел заручиться поддержкой Анны Ягеллонки, имевшей популярность в Мазовии. Однако это не дало положительного результата. В 1576 году, после коронации старшего брата и его переезда в Прагу, Эрнст стал губернатором эрцгерцогства Австрии. Эрнст, находившийся под сильным влиянием своего духовника-иезуита Георга Шерера, запретил проводить в Вене протестантские богослужения, возмущенные горожане адресовали эрцгерцогу петицию с требованием отменить запрет, но взамен Эрнст снял всех протестантов с руководящих должностей. В 1587 году вновь претендовал на престол Речи Посполитой, но победить не смог.
В 1590 году Эрнст стал губернатором Внутренней Австрии в качестве регента при малолетнем кузене Фердинанде и переехал в Грац, где также активно содействовал контрреформации. В 1594 году он был назначен штатгальтером испанских Нидерландов. В январе 1595 года, когда король Франции Генрих IV объявил войну Испании и призвал в союзники Голландскую республику, Испанские Нидерланды оказались зажаты с двух сторон. Эрцгерцог выступил инициатором заключения договора о мире, но из-за его внезапной смерти 12 февраля 1595 года в Брюсселе переговоры сорвались.